# 畑村耕一
畑村 耕一（はたむら こういち、1949年 - ）は、元マツダの技術者でエンジンコンサルタントである。 広島県出身。東京工業大学修士課程終了。大学院では生物工学を専攻。工学博士。
1975年に東洋工業（後のマツダ）に入社、エンジンの開発に携わる。 なかでもユーノス800に搭載されたミラーサイクルエンジン開発の中心人物を担う。 ミラーサイクル関連の特許多数。 グライダーを趣味とし、理想はグライダーのように「エンジンのないクルマ」である。高校時代はマツダの第5代社長・山本健一の子息と同じクラスだったという。
2001年にマツダを退社後、畑村エンジン研究事務所を開設。